# مخرج مسرحي

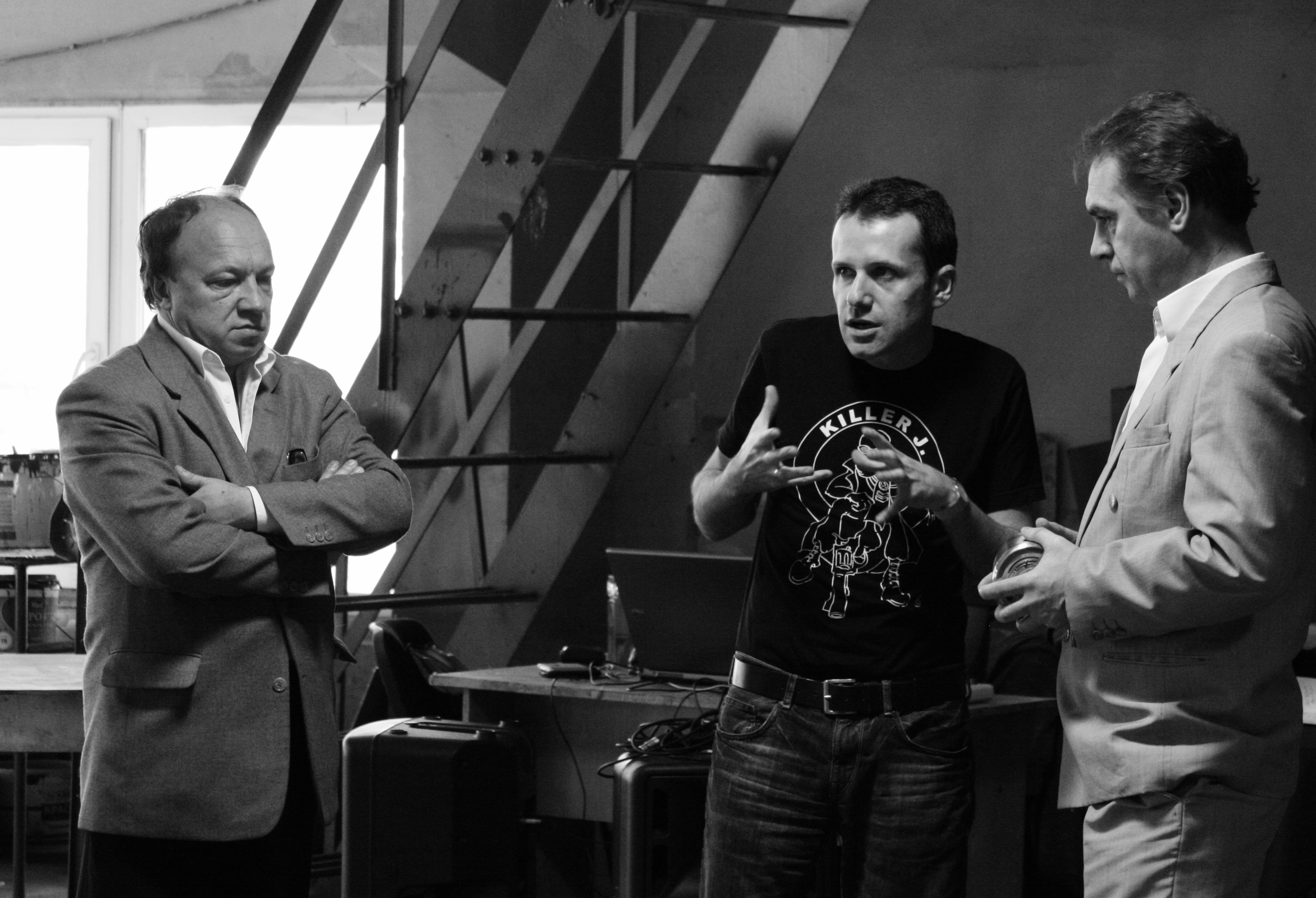

المخرج المسرحي هو الشخص المنوط به ربط جميع عناصر العمل المسرحي مع بعضها البعض من خلال رؤيته الخاصة، والتي تقوم على ثلاثة عناصر أساسية هي : الممثلون ، النص المسرحي ، و المخرج هو من يفرض وجهة نظره على جميع عناصر العمل المسرحي. 
فن الإخراج برز خلال الربع الأخير من القرن التاسع عشر ، وكان من أبرز مهامه الإشراف على تصميم المناظر والديكورات، واختيار الممثلين وتوجيههم، ومخاطبة الجمهور في بداية كل عرض، وعقب كل استراحة.
في العصر الإليزابيثي، قاد شكسبير فرقته التي عرفت باسم فرقة الجلوب و قد فعل موليير نفس الشئ مع فرقته. وقد ظهر تأثير المخرج كعنصر منفصل و مؤثر في المسرح عام 1874 ، حين قام الدوق جورج الثاني،دوق ساكس ميننجن (إحدى الدوقيات الساكسونية) بجولة في دول أوروبا مع فرقته المسرحية . و خلال هذه الجولة، حرصت الفرقة على إبراز و توضيح القيمة الفنية لعمل المخرج أمام الفرق المسرحية المختلفة. وقبل هذه الجولة بست سنوات، كان الدوق يطبق مبادئ الإخراج الأساسية، التي لا تزال مستخدمة حتى الآن و إن دخلت عليها بعض التعديلات. هذه المبادئ شملت : عمل بروفات مكثفة ، تشجيع الأداء التمثيلي الجماعي ، مراعاة الدقة في الملابس و الديكورات المستخدمة بحيث تتمشى مع السياق التاريخي للأحداث ، ضرورة أن يتحلى المخرج برؤية خاصة وسيطرة تامة على كل جوانب الإنتاج ، والاهتمام بالتفاصيل الدقيقة.

## اقرأ أيضاً
| - مسرح تجريبي - مسرحية كوميدية - بناء درامي - ديكور مسرحي - الارتجال - مسرح للسنوات المبكرة - مسرحية | - كوميديا - تراجيديا - مسرح طقسي - مسرحيات الماسك - مسرحية الأسرار - الحوار المسرحي - مسرح القسوة |